# Гуидицоло
Гуидицо̀ло (на италиански: Guidizzolo, на местен диалект: Ghidisöl, Гидизьол) е градче и община в Северна Италия, провинция Мантуа, регион Ломбардия. Разположено е на 61 m надморска височина. Населението на общината е 6257 души (към 2014 г.).